# 物質
物質（）は、最も初等的には、場所をとり一定の量(mass)をもつもののことである。同じことを、もう少し技術的用語を使えば、ものが質量と体積を持っていれば物質であるというのが古典的概念である。
- いわゆる「もの」のことで、生命や精神（心）と対比される概念[3]。「生命の世界、物質の世界」などと使う。
- （哲学）感覚によってその存在が認められるもの[3]。人間の意識に映じはするが、意識からは独立して存在すると考えられるもの[3]。
- （物理学）物体をかたちづくり、任意に変化させることのできない性質をもつ存在。空間の一部を占め、有限の質量をもつもの。[3]
- (化学) 化学品の分類および表示に関する世界調和システム(GHS)においては、「物質」(Substance) という用語は次の意味で使用される。自然状態にあるか、または任意の製造過程において得られる化学元素およびその化合物をいう。製品の安定性を保つ上で必要な添加物や用いられる工程に由来する不純物を含むが、当該物質の安定性に影響せず、またその組成を変化させることなく分離することが可能な溶媒は除く(GHS7版 1.3.3.1.2)。

## 諸説
「matter（物質）」という概念は西洋哲学史において、古代ギリシアで発祥したが、その正体について、20世紀初頭以前の科学者や哲学者、宗教家は論争を繰り返した。1930年代初頭以降、原子の構造が明らかになり、その性質を説明する量子力学が成立すると、物質の本質を厳密かつ統一的に理解する事が可能になった。これは、20世紀における最大の科学的成果の一つである。
古代ギリシャでは物質は「本質的に不活性なもの」と見なす人がいたが、ビュヒナーやマルクス主義では「運動や活動と一体で切り離せないもの（つまり活性のあるもの）」と見なした、
デカルトが「本質的に空間に延長する（空間を占める）もの」と見なしたのに対しライプニッツやボスコヴィチは物質を「延長の無い（空間を占めない）、エネルギーの中心」と見なしたし、バークリーやカントが物質を「本質的に理解不能のもの（あるいは不可知のもの）」と見なしたが、ホッブズは「哲学にとっての唯一な明瞭な根拠」と見なしたし、
デモクリトスが「その本質として永遠に現実的」と見なしたが、プラトンやヘーゲルは「可能態以上のものではありえないある種の存在」と見なした、といった具合である。
20世紀初頭まで、科学界において原子の存在の有無について論争が続いたために、物質について様々な解釈が共存した。例えば、物質はものの仮の姿にすぎず、エネルギーのみが本質であるとする Energetiker 論者は原子の存在を否定した。1930年代初頭までに電子と陽子、中性子が相次いで実験的に発見されて、量子力学が完成することによって、矛盾の無い、物質の統一的な理解がはじめて可能になった。物質は物理化学的には「原子で構成されるもの」、初等量子力学または第一量子化の範囲では「質量をもつ波」、場の量子論または第二量子化においては「場の励起状態」と理解される。一般に、1/2のスピン角運動量をもつクオークやレプトンなど物質を構成するフェルミ粒子はパウリの排他原理に従い、２つ以上の粒子が同一の量子状態を占めることができないため、「場所をとるもの」の性質を持つ。一方、光子のようにスピン角運動量が１であるような素粒子は、複数の粒子が同一の量子状態を占有することが許されるボース粒子であるために、パウリの排他原理に従わず、「場所をとる」という物質特有の性質を持たない。また、光子はゲージ粒子の一種であり、質量をもたない。光子と光子は直接は相互作用したり、原子のような構造を作ったりはしない。このため日常生活においても、光や電波は「物質の一種」であるとは認識されない。
クオークやレプトンそのものは元来、SU(2)L ゲージ対称性を保つ性質を持つために質量を持たないが、ビッグバン後、宇宙が冷却する過程でヒッグス場が自発的対称性の破れにより有限な真空期待値を獲得すると、この量子場との相互作用により質量をもつ物質粒子が出現したと考えられている。一方、ヒッグス場のうち、電荷をもつSU(2)弱アイソスピンゲージ群のz成分は真空期待値をもたないために、光とは相互作用せず、光子は質量を獲得しない。この理論は、2012年のヒッグス粒子の発見により実証された。こうして「場所をとり、質量があるような物質」の背景にある複雑な機構が解明された。宇宙には重力相互作用はするが、直接的な検出が難しい、正体不明の暗黒物質が充満している証拠が得られつつある。また、中性子のみで構成された中性子星や、超高温で出現するクオークグルーオンプラズマなど、新たな物質の形態が存在することがわかってきた。
なお、哲学的に言えば、物質は宇宙を構成する諸存在のうちの1つである。哲学的には物質と対置される概念的存在は「非物質」と呼ばれ、空間、時間、情報を始めとして、多数存在する。一方、現代科学における場の量子論においては、真空は場の基底状態、物質はスピン1/2の場の励起状態、光はスピン1の場の励起状態であると理解される。一方、時間と空間を量子化して重力現象を説明する量子重力理論は、まだ成立にいたっていない。なお、WMAP等の人工衛星による宇宙マイクロ波背景放射の観測結果により、原子等の通常物質は宇宙の全エネルギーの５％程度に相当しているに過ぎないことが見積もられている。一方、残りの70％は暗黒エネルギー、25％前後は暗黒物質で構成されていると考えられている。このように、人間が日常的に接する物質は、宇宙全体に存在する物質の形態のうちの一部に過ぎないことがわかっている。

### 現代の日常的な用法
物質は変化、現象、出来事などと区別されることが多い。変化は物質に生じる1つの出来事、現象でありうるが、変化自体は物質ではない。ある現象やある出来事も、そこに物質が関与していることはあるが、それ自体としては物質ではない。物質はそうした現象や出来事が起こる場や対象のような位置を占めている。日本語ではこの区別は、物と事の区別、「モノ」と「コト」の区別として、日常的に用いられている。
この様に、観念的には物質の概念と存在概念と分離することは難しい。この様な観念論は、デカルトの「われ思う、ゆえにわれあり」という観念論より派生しており、「物体を認識することが、すなわち存在である」と概念付けられる為に他ならない。存在と結び付けられた物質は、その性質（物性）以外にも哲学的な属性（記事 存在を参照のこと）が付加される。そして、物質に着目、執着する姿勢は「物質主義」と呼ばれる。また、そのような信念の持ち主は「物質主義者」と呼ばれる。
すなわち物質と対比されることのある概念として、心（精神、意識）、情報、エネルギー、空間などがあるが、これは人間の直感による区分であり、現代科学の知見とは必ずしも一致しない。

### 古代
メソポタミアでは紀元前3000年までに、液体の蒸留および鉱石の昇華用の巧妙に考案された過熱ポットが用いられていた。それからほどなくして、東地中海あたりには合金・ガラス・香料の製造技術が広がっていった。一方、物質の変化に関するもろもろの過程を当時の人々は、自然神や半神たちの人格的な関係、という神話のかたちで説明したものもあった。バビロニアには「七つの主天体」「七つの金属」「七つの人体部位」「七つの色」「（一週間の）七つの日」「魂の目覚めの七つの段階」といった複雑な理論体系があったが、現代の「物質」に相当するような概念がはっきりとあったとは言えず、経験の様々の要素・側面の一部として他と混然一体であった。

## 哲学

### ギリシア哲学

#### ソクラテス以前
次に学術の世界で「フォアゾクラティカーVorsokratiker」と呼ばれているソクラテス以前の哲学者（紀元前6世紀ころ～前4世紀ころ）は、さかんに自然について考察していたわけであるが、現代まで伝わっているのは基本的に、後の哲学者たちが書いた文章の中に含まれる断片的なテキストなので、彼らがどのように考えていたのか正確に知ることは難しい。彼らは深い思想をたたえていたようにも読めるが、伝えられたのが断片的な短い言葉であるがゆえにそういう印象を生んでいるだけなのか判断のつきかねる面もある。
イオニア人たちは、αρχη アルケー を探求したが、このアルケーというのは現代ではぴったり一致する概念があるわけではないが、「原理」とも「起源」とも、知識理論の「公理」とも、物質世界の「（構成）単位」とも言えるようなものであったのかも知れない。（アルケーの探求などと関連させて）「イオニア人たちはミュトス（神話）を超えてソピア（知）へと向かった」などと言われる。アルケーは、タレスが水と、アナクシメネスが空気と、ヘラクレイトスが火と言ったと伝わるが、それはそこに語られる水や空気や火が、生命・心・思考なども含めて全ての自然の諸現象を説明するのに充分なほどに精巧なものだ、とする見方を示している。またアナクシメネスにおいては空気が「すべてのものがそこにおいて構成されている」といった性質のものとされていたことからすると、それは形而上学的な宇宙論へと連なるものであったともいえる。こうした考え方は、現代では唯物論寄りのものと見なされることが多いが、その一方で彼らは物質的存在の内に生命力を見出していた。
デモクリトスは原子論を、プラトンは有機体論を、アリストテレスは質料形相論を提示した。これら、紀元前400年から紀元前300年ころにかけて提示された競合的な理論は、この時代にしてすでに、その後の時代の哲学や学問が見せることになるおおまかな輪郭をあらかじめ示しており、これらの観念群は、その後 物質に関する知識が進展する中で、繰り返し現れてくることになり、大きな影響を与えることになった。
デモクリトス(B.C 460-367)の原子論については「原子論」の記事に説明を譲ろう。

##### エンペドクレス
エンペドクレスは、紀元前440年ごろに、空気が物質であることを実証した｡ オリジナルとは少々異なるが簡単に確認することができる。大きなバケツに水を一杯に入れる。そのバケツに漏斗の細い口を指で塞ぎながら、広い開口部を下に向けてバケツに入れると、漏斗には水が入ってこない。指を漏斗口から外すとそこに水が流れ込み、空気がその口から勢いよくで出てくる。空気が水が空間を占めるのを邪魔していたことから、空気は物質であるというわけである。物質の基本的な属性の一つである、空間を占有する（体積を持つ）という性質を空気が持っていたことを実証したわけである。　これは、物質(Matter)の基本的な古典的定義の一つである「物質は質量をもち、空間を占有するもの」という後者の属性を実証するものである。

#### プラトン

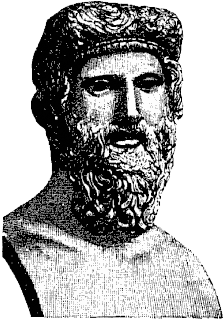
プラトン

プラトンはイデア論を唱え、永遠不変なのはidea イデアである、としたのであるが、それに対して物質をどのように見なしたかというと、永遠に現実的なものではない、とした。物質的なものは「いつも生成の過程の中にあって、真実にあるものではない」（『ティマイオス』27e-28a）としたのである。弁論術の方法と階層秩序を用いているイデア論は、部分によって全体を説明するのではなく、全体によって部分を説明する有機体論的な傾向を示している。
イデアは普遍的、絶対的、永遠的、遍在的、可知的、調和的で完全なものであったのに対して、物質というのは特殊的、相対的、時間的、局所的で、混乱し、不協和で、欠陥のあるものであった。

正四面体

正八面体

正二十面体

こうした見方をしていたにもかかわらずプラトンが原子的な構造についての仮説も述べていた（『ティマイオス』53c-58c）と知ると多くの人は驚く。プラトンにおいては物質と空間は《受容体》として同一視された。彼の原子的な理論は、物質と空間を同一視し、（材料ではなく）幾何学的構造を用いて説明されている。彼はエンペドクレスの四元素とテアイテトスが確立した五つの正立体を同一視した。正四面体がひとつの「火原子」、正八面体が2個の「空気原子」、正二十面体が1個の「水原子」、だと考えた。①正方形を半分にした三角形　②正三角形の半分の三角形、　これらを組み合わせてできる幾何学的立体を用いて幾何学的な説明を行ったのである。一個の水原子（＝正二十面体）は2個の空気原子（＝正八面体）および1個の火原子（＝正四面体）になることができる、ということになる。物質の秩序に関してこれほどまで幾何学的な仮説が提示されているのは画期的なことである。
プラトンの物質観でもうひとつ重要なのは《非在》という概念である。彼はイデアという永遠で完全に理解可能な原型を考えたわけであるが、だとするとその感覚的現れが多様なのは何によるものなのか?　という疑問も生じるが、それを解決するために、《非在》がある（『ソピステス』241e）と述べる必要を感じたのであった。（デモクリトス同様に）充満する存在と対立する原理の必要性を感じたのである。
なお新プラトン主義には「物質の慣性的受動性」という概念があるが、マックス・ヤンマーが「質量」概念の起源を探った時にたどり着いたのはその概念であった。

### その後
世界が物質だけからなるとか、全ての物事は物質的作用として説明できると考える立場を唯物論などと呼ぶ。唯物論という単語は、マルクス主義のような思想や通俗的な信念を反映したものであり、通俗的な用法が多い。これとは異なり、複数の実体を根本原理とする実体二元論もある。
これ以前に、哲学の分野では、機械論自体が絶対的なものではなく、生気説も知られている。
物質もしくは物質的な対象が非存在であるとか、本質に対置される概念としての現象であるとする考え方もある。代表的な研究者としてバークリーの名を挙げることが許されるが、彼の哲学は主観的観念論の典型であると看做される。懐疑論や不可知論、生気説も哲学の分野では、現代でも主題になる。

## 自然科学
ドルトンは原子説を提唱し、アボガドロは分子説を提唱した。ラボアジェによる質量保存則の確立以来、質量が物質を特徴づける本質的な量と考えられるようになった。物質は置かれた条件により種々の相転移を起こす。特に分子や原子が集まって構成された多くの物質は、固体・液体・気体と呼ばれる3つの相をとる。それ以外にも、ボース＝アインシュタイン凝縮、超流動相、超臨界流体などの特殊な形態をとることもある。

### 物理学と化学
20世紀初頭までは、主に哲学の分野から派生して、物体の力学的運動の法則など根元的な原理の解明を目的とした物理学(Physics)と、中世や産業革命以降、新たな化合物の合成等を主な目的として、より工学的な要素を伴って発展した化学(Chemistry)の境界は割合に明確であった。しかし原子の存在が確認されると、化学の分野において量子力学等の理論を用いて化合物の構造や化学反応を解明しようとする化学物理学や、原子核物理と化学が融合した核化学と呼ばれる分野が出現した。現在では、物理と化学の明確な境界を見出すことは難しく、主に学校教育における伝統的な区分が慣習的に続いている側面もある。

#### 物理変化と化学変化の例
次に化学変化の例を挙げる。
- 化合 - 化学変化により複数の物質から、別の単純な物質が生成する過程。
- 化学分解 - 化学変化によりある物質から、複数の物質が生成する過程。
- 酸化
- 還元

単に複数の物質を混合した場合は物理変化と見なされる。特に粒子同士の混合や懸濁液の調製、またはその逆の分離、は明確に物理変化と見なされる。だが分子レベルの混合の場合には化学変化を伴う場合もあり、化学変化とも物理変化とも断定しにくい場合もある。
次の例は典型的な物理変化である。古代以前から、これらの変化では材質が変化しないと認識されていたと考えられる。
- 物体の変形、破壊、切断、接合、組み立て
- 目に見える混合　固体粒子と液体、固体粒子同士

次の例は、物の性質の一部が変化するが現在では物理変化と認識されているものである。
- 三態変化、水と氷
- 液体の混合、溶解

### 物質の分類
われわれの身の回りにある土、水、そして、空気、あらゆるものが物質である。その物質は純物質と混合物に分類できる。純物質とは混合物から単一の成分を分離・精製したものである。混合物は何種類かの物質が混じったものである。自然に存在する物質のほとんどが混合物である。

### 物質の種類
物質を化学的概念で分類する場合、化学物質と言い表される。
- 化学物質
  - 単体 - 単一の元素から構成される化学物質
  - 化合物 - 複数の元素から構成される化学物質

物質が単一の主たる成分（化学物質）で構成される場合は「純物質」、複数の主成分から構成される場合は「混合物」と呼ばれる。なお、純物質の微量副成分は不純物と呼ばれ、不純物と混合物とは存在比の程度の差であり、その境界は曖昧である。
物質の成分が同一であっても化学構造の違いにより異なる化学物質となる。
- 同素体 - 同一元素の単体で化学構造が異なり物理的性質（物性）が異なる物質。
- 異性体 - 分子の内部構造が異なる化学物質。
- 相変態 - 金属など圧力や温度により結晶構造が変化した化学物質。

構成する原子の核種が異なるものを「同位体」と呼ぶ。同位体は化学的性質は同一で物性もほとんど同一である為、同位体は化学物質の違いとしては通常は区別しない。放射線に関する物性など特定の用途に用いる場合はどの同位体であるかを区別する。
物質は通常、巨視的には電荷を帯びていない。化学変化により永続的な電荷をもつ原子・分子を「イオン」と呼ぶ。イオンは正と負とでイオン対を形成し、見かけ上は電荷を帯びていない状態で安定化している（高温化において原子核と分子との結合が乖離した状態が「プラズマ」）

### 物質の基本法則
- 質量保存の法則
- 定比例の法則
- 倍数比例の法則
- 気体反応の法則
- E=mc2(特殊相対性理論)

### 物質の誕生
物質は、ビッグバンにより始まったエネルギーの形態分化の枝の1つを成している。
ビッグバン仮説によれば、ビッグバンにより始まったエネルギーは、やがて素粒子を生み出し、素粒子が結合して原子となる。宇宙初期には水素やヘリウムといった最も軽い元素が作られたと考えられている。これらの軽元素からなる雲は重力の影響により原始星を通じて恒星となる。より重い鉄や珪素、我々の体を構成する炭素や窒素などの元素は恒星内部での核融合反応で生成し、超新星爆発により恒星間空間にばらまかれた。また、鉄より重い元素は超新星爆発時に生成したと考えられている。

### 物質の消滅
ディラック方程式によれば、物質を構成するあらゆるスピン角運動量1/2 の粒子と対をなす、反粒子が存在する。電子の反粒子を陽電子、陽子の反粒子を反陽子、中性子の反粒子を反中性子と呼ぶ。反粒子は、粒子とは符号が逆の電荷をもつ。こうした反粒子で構成された原子のことを反物質とよぶ。物質は反物質と衝突すると対消滅を起こし、両者は消えて、光子や中間子など別の粒子に変化して放出される。